# Libanees kenteken

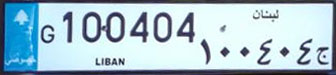
Kentekenplaat uit het Libanongebergte

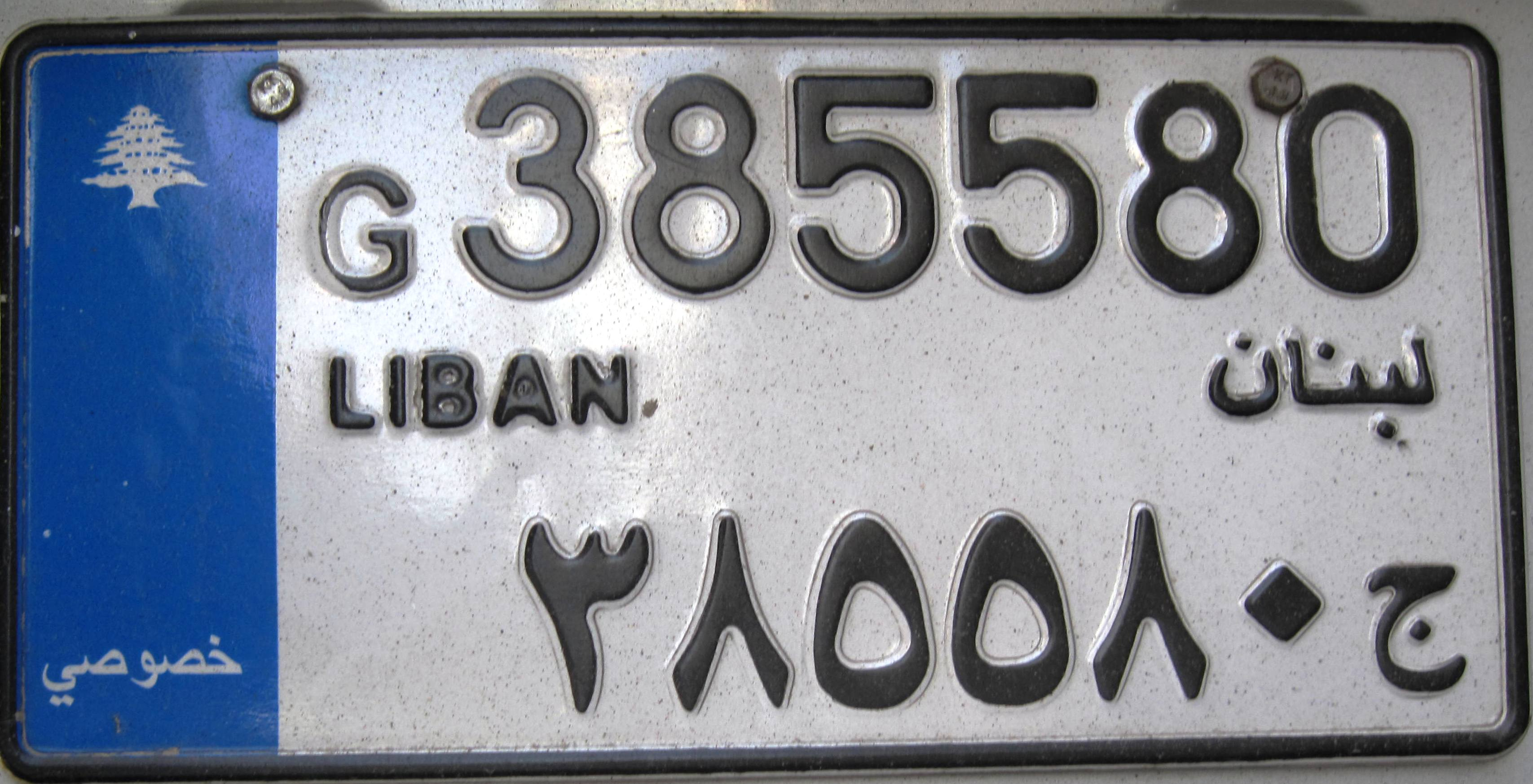
Kentekenplaat uit het Libanongebergte

Libanese kentekenplaten hebben net zoals zoals de Euro-plaat op de linkerkant een blauwe balk. De balk toont de ceder van Libanon en de statusbeschrijving van het voertuig, (v.b. particulier voertuig), in het Arabisch. Het witte gedeelte van de kentekenplaat heeft zwarte letters en was tot december 2017 altijd tweetalig. In zowel Latijns als Arabisch schrift geeft het de herkomst van het voertuig aan, gevolgd door 6 cijfers. Ook duidelijk waarneembaar is LIBAN.
Sinds december 2017 worden kentekenplaten met een nieuw ontwerp uitgegeven. De nieuwe platen hebben alleen nog Latijns schrift en zijn moeilijker te vervalsen. 

## Achtergrondkleuren
Libanese kentekenplaten zijn er met verschillende achtergrondkleuren:
| Kleur | Categorie           |
| ----- | ------------------- |
| wit   | particulier         |
| groen | huurauto            |
| geel  | in bezit van dealer |
| rood  | taxi                |

## Herkomstletters
| Latijns | Arabisch | Stad     | Gouvernementen  |
| ------- | -------- | -------- | --------------- |
| B       | ﺏ        | Beiroet  | Beiroet         |
| G       | ﺝ        | Jounieh  | Libanongebergte |
| M       | ﻡ        | Mkallès  | Beiroet         |
| N       | ﻥ        | Nabatiye | Nabatiye        |
| O       | ﻭ        | Ouzaï    | Beiroet         |
| S       | ﺹ        | Sidon    | Sidon           |
| T       | ﻁ        | Tripoli  | Noord Libanon   |
| Z       | ﺯ        | Zahleh   | Beka            |

## Galerij van historische kentekenplaten

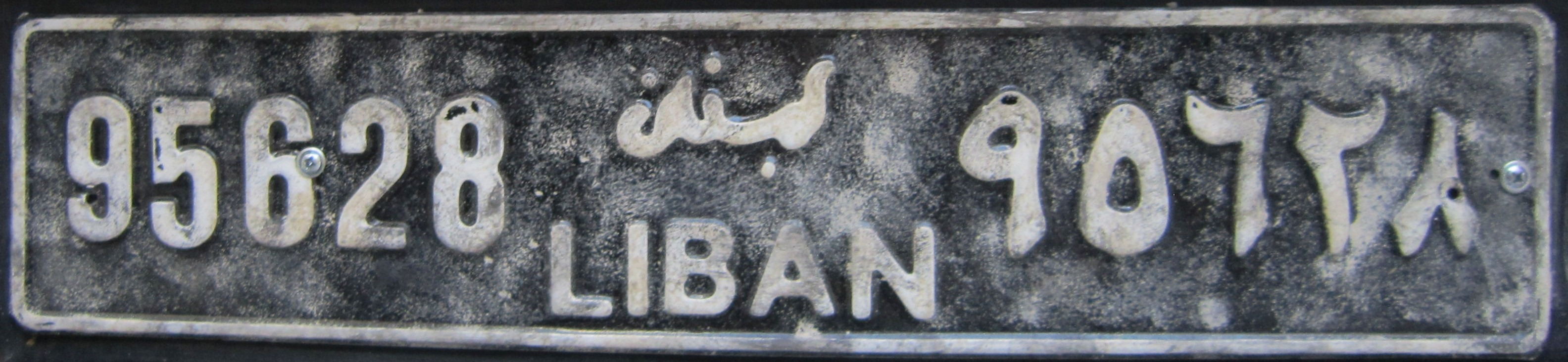
Oude Kentekenplaat uit Libanon
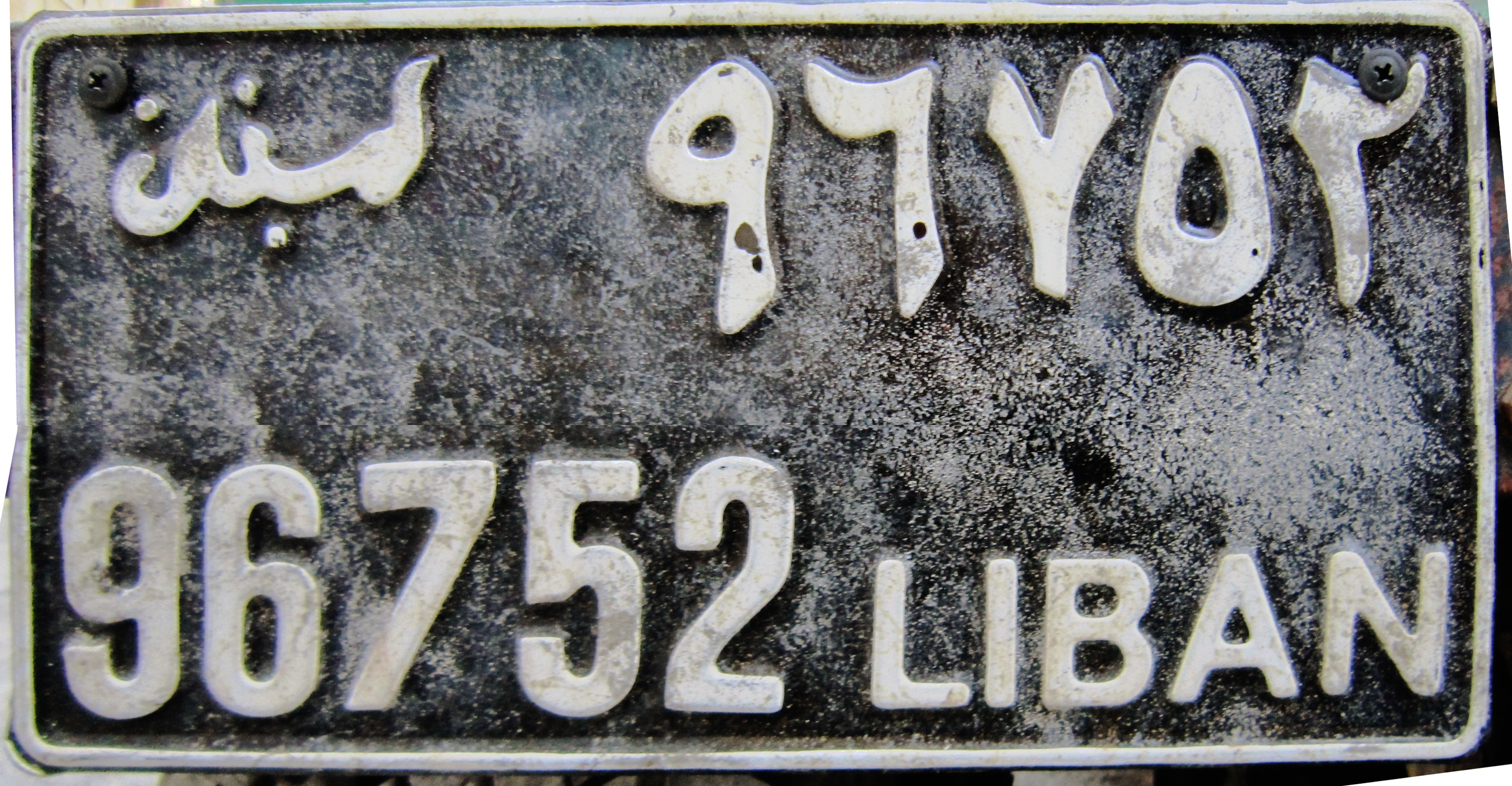
Oude Kentekenplaat uit Libanon